# Nato Wacznadze
Nato Wacznadze, właściwie Natalja Gieorgijewna Andronikowa (ros. Нато Вачнадзе (Наталья Георгиевна Андроникова), gruz. ნატო ვაჩნაძე (გიორგის ასული ვაჩნაძე); ur. 14 czerwca 1904 w Warszawie, zm. 14 czerwca 1953 w Zugdidi) – radziecka i gruzińska aktorka filmowa.
Od 1919 pracowała w fabryce Prometej i innych przedsiębiorstwach w Gruzji, później została nauczycielką muzyki. Po tym, gdy dostrzegł ją reżyser filmowy Hambarcum Beknazarian (Amo Bek-Nazarow), który zaproponował jej od razu dwie role filmowe, została aktorką. Początkowo grała w niemych filmach. Była jedną z pierwszych gwiazd radzieckiego ekranu. W 1935 otrzymała tytuł Zasłużonej Artystki RFSRR, a w 1941 Ludowej Artystki Gruzji oraz Nagrodę Stalinowską II stopnia. Jej mężem był reżyser Nikołaj Szengiełaja, z którym miała dwóch synów – Eldara i Gieorgija, którzy podobnie jak ojciec zostali reżyserami filmowi. Zginęła w katastrofie lotniczej.